# 上西千波
上西 千波（かみにし ちなみ）は、日本のジャズ・ボーカリスト、作詞家、ボイストレーナー、実業家。広島県広島市出身。 

## 概要
上西千波は、魅惑的なボーカルと豊かな表現力で知られる日本人女性ジャズシンガー。
彼女は、2001年に広島から東京へ拠点を移し本格的に活動を開始した。その後、ニューヨークを拠点に活動するトップミュージシャンと共に2007年にレコーディングを行い、メジャーデビューを果たし、そのデビューアルバムはスイングジャーナル誌の2007年ジャズ・ディスク大賞ボーカル賞（国内）にノミネートされた。
深く穏やかなピースフルな歌声と華やかなパフォーマンスで、多くのリスナーを魅了している。
さらには平和をテーマにしたコンサートや朗読ライブへの出演、執筆など、幅広い活動を国内外で展開。日系カナダ人をファミリーに持ち、世界に未来に、ピースソングを歌い継ぐ日本のジャズシンガーとして活動している。
また、ラジオ番組コーナーのMCや、ウェルネスに着目したジャズボーカル指導、ワークショップを開催し、ジャズを親しみやすく紹介している。
実業家としては、音楽を企業や社会の中で活かせるプランを多く手掛け、一流ホテルやゲストハウス、大手チェーン店等で役立てられている。 

## 経歴
3歳から音楽教育を受け始め、7歳からボーカルを学び、音楽に親しんだ。
学生時代は渡辺プロダクション東京音楽学院に在籍し、イベントやテレビなどで活動、その後MCやナレーターとしても活躍した。
同時にサルサバンドに6年間在籍し、多くのコンサートへの出演、レコーディングにも参加。ジャズシンガーとしての活動を始める。    
- 2001年 - ジャズアルバム『Ｇee Baby』にてCDデビュー。広島から東京へと移る。
- 2007年 - グラミー賞作品を手がけたロニー・プラキシコ（モダンジャズのベース奏者）のプロデュースにより、ニューヨークで録音したアルバム『Flyin' Butterfly』でメジャーデビュー。このアルバムは、スイングジャーナル誌の2007年ジャズ・ディスク大賞ボーカル部門でノミネートされ、ヒットチャート初登場13位を獲得した。 名門「STB139 スイートベイジル」を始め、「モーションブルー横浜」（ブルーノート系列）等への出演や全国ツアーで知られるようになる。この時期より全国ツアーを毎年開催。
- 2010年 - 上西千波With Sextetによるアルバム『A Bouquet of roses』発売。 ジャズジャイアンツの名曲を歌うこのアルバムは、日本を代表するプレイヤーたちの参加とビッグバンドリーダーの守屋純子のアレンジが施された作品。NHK横浜放送局の番組でライブが生放送される。
- 2011年 - 広島さくらぴあホールにて、『上西千波Homecomingdayコンサート』開催。
- 2012年6〜12月 - 広島県主催事業：広島での「ひろしま平和発信コンサート」〜上西千波ジャズコンサート〜として開催され、全公演満席、大盛況で多くの人々と思いを共有した。広島県内７会場で開催。
- 2012年6月22日 - 呉市文化ホール（1800人）
- 2012年7月21日 - 東広島市市民文化センター（アザレアホール）（300人）
- 2012年7月22日 - 坂町町民センター（500人）
- 2012年8月4日 - ひまわりプラザ（150人）
- 2012年8月24日 - しまなみ交流館（690人）
- 2012年9月29日 - 安芸府中生涯学習センター くすのきプラザ　大アリーナ（900人）広島県府中小学校児童と共演。
- 2012年12月22日 - 福山市神辺文化会館 大ホール（850人）福山市神辺町　中条小学校児童と共演。 子供たちと録音したピースソング「A thousand cranes〜千羽鶴」（作詞 上西千波　作曲 守屋純子　2013年発売）は、Amazonベストセラーランキング3位を獲得。同年8月6日にはNHKに出演し、文化庁派遣で学校公演を開催。
- 2013年 - カナダに渡り、東宝映画「バンクーバーの朝日」に纏わる記事と絵本「にじのはし」を執筆し、2014年に中国新聞でコラムとして連載された。
- 2014年 - 『上西千波With Strings』を結成し、神楽坂『The Glee』で公演。その後、2016年には阿部篤志P、maiko(Vin)と共に、ライブレコーディングアルバム『Love&Peace Live at The Glee』を制作、Sony、ビクター、e-onkyo等からダウンロード発売された。 専門誌『ジャズ批評』5月号『今旬の歌姫たち』冒頭カラーページに紹介される。
- 2016年 - NYに渡り再びロニー・プラキシコ監督の元、アルバム『LOVE&PEACE』シリーズ2作品を制作。2017年にエレックレコードから発売した。
- 2017年〜2018年 - 北海道から沖縄までリリースライブツアーを実施。 広島県で10万部発行されているフリーペーパー『Wendy広島』のトップページに『広島の顔』として登場。
- 2018年 - 広島県三次市民ホールきりり主催『上西千波LOVE&PEACE JAZZ CONCERT』開催。 ピースソングと心の故郷を歌う。 翌年には『心の故郷』をテーマに講演会やサロンコンサートを行った。
- 2019年 - その活動は日本国内にとどまらず、カナダ・バンクーバーの「SAKURA GALA」などのイベントで平和をテーマにした楽曲を披露している。
- 2021年 - ジャズアルバム『恋愛小説』、2022年には『恋愛小説Ⅱ』を発売。 収録曲をイメージして書かれた小説が同封された作品。ユニークな作品として話題となりYahooニュースでも紹介された。
- 2024年 - Wellness Vocal Academyを開校。 歌の上達と健康美に効果的な独自メソッド（国内外で一流アスリートの指導、施術を手掛けるスポーツトレーナー土屋豪久と共に監修）をジャズシンガー上西千波から直接指導を受けられる。
- 2024年5月 - Mazda Zoom-Zoomスタジアム広島にて国歌斉唱。
- 2025年5月 - 『上西千波With Strings』結成11周年記念公演を渋谷JZ Bratで開催。ジャズ専門誌『Jaz.in』でレポートが紹介される。

## 音楽スタイル
上西千波の音楽スタイルは、伝統的なジャズの要素に加え、モダンなアプローチと独自の解釈が融合している。彼女の歌声は、柔らかくも力強いピースフルな響きが特徴で、幅広い音楽ファンから支持されている。 

## グループ
- 上西千波With Sextet - メンバー：守屋純子P,Arr　岡崎好朗Tp　岡崎正典Ts　近藤和彦As　中村健吾B　藤井学Dr  ライブハウス　BODY&SOULにて2021年より定期的にライブを行う。
- 上西千波With Strings - メンバー：阿部篤志P,Arr　クラッシャー木村Vin　田中詩織Vla　平山織絵VC　定期的にライブを行う。

## ディスコグラフィー
上西千波はこれまでに9枚のジャズアルバムをリリースしており、代表的な作品には以下のものがある。
- Gee Baby（2001年9月21日 発売、CDデビュー作品） [参加メンバー] 上西千波Vo　石井彰P　安カ川大樹B　藤井学Dr
- Flyin' Butterfly（2007年10月24日 発売、NYでレコーディング、メジャーデビュー作品） [参加メンバー] ロニー・プラキシコArr,B　ジョージ・コリンガンP,Org,Key　ケニー・グロウスキーDr　ジェフ・ヘインズPerc　ティム・アマコストTs　ジェフ・ハーマンソンTp　椎名豊P
- A Bouquet of Roses〜ばらの花束（2010年6月23日発売） [参加メンバー] 上西千波Vo　守屋純子Arr,P　奥村晶Tp,Flu　近藤和彦As,Ss,Fl　小池修Ts　岸徹至B　藤井学Dr　岡部洋一Perc
- A Thousand Cranes－千羽鶴（2013年8月10日 発売） [参加メンバー] 上西千波（Vo Poetry Reading）　守屋純子P,Cho,Arr　アンディ・ウルフTs 　府中小学校 児童Vo Cho Comment
- Love&Peace Live at The Glee（2016年8月3日発売） [参加メンバー] 阿部篤志P　Maiko　Vin
- LOVE&PEACE｜PRAYER（2017年3月22日 発売、NYでレコーディング） [参加メンバー]   Produced by Lonnie Plaxico  Lonnie Plaxico (Arrangement.Bass)  Jonathan Thomas（Piano）  Dwayne Cook Broadnax (Drums)  Jeff Hermanson （Trumpet.Flugelhorn）
- LOVE&PEACE｜TOWARDS THE FUTURE（2017年8月9日発売、NYでレコーディング） [参加ミュージシャン]  Produced by Lonnie Plaxico  Lonnie Plaxico (Arrangement.Bass)  Jonathan Thomas（Piano）  Dwayne Cook Broadnax (Drums)  Jeff Hermanson （Trumpet.Flugelhorn）
- Jazz Album恋愛小説（2021年11月10日 発売） 青柳誠：PIANO（M2.3.5.6）、FENDER RHODES PIANO（M1）、HAMMOND ORGAN（M4）
- Jazz Album恋愛小説Ⅱ（2022年10月26日発売）'青柳誠　PIANO（M1.2.3.4.5）、FENDER RHODES　PIANO（M6）　牧山純子　VIOLIN（M2）